# Marília Mendonça (álbum)
Marília Mendonça (também conhecido por Marília Mendonça ao Vivo ou apenas Ao Vivo) é o álbum de estreia da cantora e compositora brasileira Marília Mendonça, lançado pelo selo Workshow em 8 de junho de 2015, sendo relançado pela gravadora brasileira Som Livre em 4 de março de 2016.
No repertório de 17 canções, destacam-se aquelas de sua autoria (a exemplo de "Infiel") além de "Sentimento Louco", canção com mais de 244 milhões de visualizações no Youtube. Outro ponto alto do trabalho é a participação da dupla Henrique & Juliano na canção "Impasse".

## Antecedentes
Em 2014, Marília Mendonça lançou seu primeiro trabalho, o EP homônimo, que foi distribuído pelo seu escritório, a Workshow. Neste período, Marília já era uma compositora reconhecida no cenário sertanejo, tendo composições gravadas por artistas e duplas como João Neto & Frederico, Henrique & Juliano, Jorge & Mateus e Cristiano Araújo, mas ainda não tinha despontado como cantora.

## Gravação
O álbum foi gravado em 2015, com todas as seis músicas já apresentadas no EP Marília Mendonça e a inclusão de inéditas como "Infiel", "Folgado" "Alô Porteiro" e "Esse Cara Aqui do Lado".
A produção musical e arranjos foi assinada por Eduardo Pepato, que se tornaria o principal produtor dos trabalhos da cantora.

## Lançamento e recepção
Marília Mendonça foi originalmente lançado em 2015 de forma independente nos formatos CD e DVD. Neste período, o single do álbum foi a canção "Impasse", que foi gravada com participação da dupla Henrique & Juliano.
Ainda em 2015, depois do sucesso de "Flor e o Beija-Flor" (que contou com vocais de Marília), a cantora atraiu a atenção da gravadora Som Livre, que decidiu relançar o álbum.
Nesta edição, a capa vermelha foi substituída por uma cor azul, a inclusão de "ao vivo" no projeto gráfico. A ordem da lista de faixas também foi totalmente alterada.
A versão editada pela Som Livre em 2016 acabou levando Marília ao reconhecimento nacional, sobretudo pelo sucesso da música "Infiel", que se transformou num dos maiores sucessos da sua carreira.

## Lista de faixas
| Edição 2015    |                                    |                                                       |         |  |
| N.º            | Título                             | Compositor(es)                                        | Duração |  |
| 1.             | "Infiel"                           | Marília Mendonça                                      | 3:21    |  |
| 2.             | "Esse Cara Aqui do Lado"           | Mendonça Juliano Tchula Elcio Di Carvalho             | 3:30    |  |
| 3.             | "Hoje Somos Só Metade"             | Mendonça Tchula Vinícius Poeta Junior Gomes Vine Show | 2:49    |  |
| 4.             | "Silêncio"                         | Neto Poeta                                            | 2:53    |  |
| 5.             | "Como Faz Com Ela"                 | Mendonça Tchula Di Carvalho                           | 2:30    |  |
| 6.             | "Meu Cupido É Gari"                | Poeta Gomes                                           | 2:22    |  |
| 7.             | "O Que É Amor Pra Você"            | Tchula Poeta Benício Neto                             | 3:04    |  |
| 8.             | "Folgado"                          | Mendonça Tchula Poeta                                 | 2:43    |  |
| 9.             | "Me Desculpe, Mas Sou Fiel"        | Renato Moreno Rodrigo Mel Elvis Pires                 | 2:47    |  |
| 10.            | "Alô Porteiro"                     | Di Sousa Adriano Bernardes Carlos Piti                | 3:16    |  |
| 11.            | "Sentimento Louco"                 | Mendonça Tchula Di Carvalho                           | 2:49    |  |
| 12.            | "A Voz Do Coração"                 | Mendonça                                              | 2:53    |  |
| 13.            | "O Que Falta Em Você Sou Eu"       | Mendonça Tchula Hugo Del Vecchio Frederico            | 3:17    |  |
| 14.            | "Impasse" (com Henrique & Juliano) | Ivan Medeiros Marcelo Melo Vivi Abreu                 | 3:00    |  |
| 15.            | "4 e 15"                           | Mendonça Tchula Gomes Show                            | 3:00    |  |
| 16.            | "Essas Nossas Brigas"              | Tchula Rangel Castro Rick Amaro                       | 2:59    |  |
| 17.            | "Entre Quatro Paredes"             | Mendonça Tchula Gomes Show                            | 3:07    |  |
| Duração total: | Duração total:                     | Duração total:                                        | 50:20   |  |

| Edição 2016    |                                    |                                                                       |         |  |
| N.º            | Título                             | Compositor(es)                                                        | Duração |  |
| 1.             | "Alô Porteiro"                     | Di Sousa Adriano Bernardes Carlos Pity                                | 3:16    |  |
| 2.             | "Como Faz Com Ela"                 | Maiara Paula Mattos                                                   | 2:30    |  |
| 3.             | "Hoje Somos Só Metade"             | Marília Mendonça Juliano Tchula Vinícius Poeta Junior Gomes Vine Show | 2:49    |  |
| 4.             | "Infiel"                           | Mendonça                                                              | 3:21    |  |
| 5.             | "O Que É Amor Pra Você"            | Tchula Poeta Benício Neto                                             | 3:04    |  |
| 6.             | "Sentimento Louco"                 | Mendonça Tchula Elcio Di Carvalho                                     | 2:49    |  |
| 7.             | "Esse Cara Aqui Do Lado"           | Mendonça Tchula Di Carvalho                                           | 3:30    |  |
| 8.             | "Silêncio"                         | Neto Poeta                                                            | 2:53    |  |
| 9.             | "Folgado"                          | Mendonça Tchula Poeta                                                 | 2:43    |  |
| 10.            | "Impasse" (com Henrique & Juliano) | Ivan Medeiros Marcelo Melo Vivi Abreu                                 | 3:00    |  |
| 11.            | "O Que Falta Em Você Sou Eu"       | Mendonça Tchula Hugo Del Vecchio Frederico                            | 3:17    |  |
| 12.            | "Quatro E Quinze"                  | Mendonça Tchula Gomes Show                                            | 3:00    |  |
| 13.            | "Me Desculpe, Mas Sou Fiel"        | Renato Moreno Rodrigo Mel Elvis Pires                                 | 2:47    |  |
| 14.            | "Essas Nossas Brigas"              | Tchula Rangel Castro Rick Amaro                                       | 2:59    |  |
| 15.            | "Entre Quatro Paredes"             | Mendonça Tchula Gomes Show                                            | 3:07    |  |
| 16.            | "Meu Cupido É Gari"                | Poeta Gomes                                                           | 2:22    |  |
| 17.            | "A Voz Do Coração"                 | Mendonça                                                              | 2:53    |  |
| Duração total: | Duração total:                     | Duração total:                                                        | 50:20   |  |

## Músicos participantes
- Eduardo Pepato: direção musical e piano
- Marcelo Modesto: violão de nylon e aço
- Alex Mesquita: baixo
- Thiago Rabello: bateria
- Eduardo Cubano: percussão
- Guga Motta: acordeom

## Desempenho nas paradas
| Paradas (2016)               | Melhor posição |
| ---------------------------- | -------------- |
| Brasil (iTunes Album Chart)  | 1              |
| Brasil (TOP 20 Semanal ABPD) | 1              |